# Michael Okuda
Michael Okuda es un diseñador gráfico que es muy conocido por su trabajo en Star Trek.

## Carrera

### Trabajo enStar Trek
A mediados de la década de los 80, él diseñó el aspecto de las pantallas de computadores animados para el puente de la Enterprise-A en la película Star Trek IV: Misión: salvar la Tierra. Esto lo llevó a una posición en el equipo para la serie de televisión Star Trek: La nueva generación en 1987 como un artista de escenas, agregando detalles a los diseños de escenarios y utilería. Su contribución más famosa a la La Nueva Generación es la GUI del sistema de computadores ficticio LCARS usado en la Enterprise-D y otras naves de la Flota Estelar. En homenaje a su creador, entre los aficionados este estilo visual se ha llegado a conocer como "okudagramas".
Okuda también fue un consultor técnico en varias de las series de Star Trek de la era de TNG (del inglés The Next Generation, en castellano: La Nueva Generación) junto a Rick Sternbach, asesorando a los escritores de los guiones sobre la tecnología usada en el universo de Star Trek tal como los transportadores y el motor warp. Este trabajo dio como resultado un manual técnico que era distribuido a los potenciales escritores de guion junto con la biblia de la serie. Más tarde el manual fue publicado después de ser revisado y actualizado como Star Trek: La Nueva Generación Manual Técnico por la editorial Pocket Books. A continuación Michael, junto con su esposa Denise, escribió varios libros acerca de Star Trek. Okuda continuó trabajando para los estudios Paramount en las series de Star Trek que siguieron a La Nueva Generación, y trabajó como un supervisor de arte en Star Trek: espacio profundo nueve, Star Trek: Voyager y en Star Trek: Enterprise hasta su cancelación en el año 2005.  Él también trabajó en las películas de Star Trek que fueron producidos mientras varias series de televisión estaban en producción. Okuda sirvió recientemente como un productor para la CBS durante la remasterización digital y la actualización de los efectos visuales para la serie original.
Okuda "inventó" el compensador Heisenberg como una forma de "explicar" cómo el transportador ficticio de Star Trek podría trabajar, a pesar de la limitación puesta por el Principio de Indeterminación. A una pregunta respecto a «¿Cómo funciona el compensador Heisenberg?», Okuda respondió con una ya famosa frase: «Funciona muy bien, gracias».
Okuda permanece involucrado creativamente con la franquicia de Star Trek. Él y Denise Okuda crearon los textos de los comentarios en los diez DVD de la Edición Especial de las películas de Star Trek, así como los textos de los comentarios especiales para los conjuntos de Colección de los Fanáticos de Star Trek. En el año 2005, Okuda contribuyó como consultor para Perpetual Entertainment en su desarrollo del juego MMORPG (siglas en inglés para Massively Multiplayer Online Role-Playing Game, en castellano: Juego de rol multijugador masivo en línea) de Star Trek Online. Archivado el 3 de agosto de 2020 en Wayback Machine. Él también ayudó con la catalogación de los artículos para la subasta de la casa de remates Christie's de recuerdos de Star Trek. El evento, y la preparación para este, está incluido en Star Trek: Beyond the Final Frontier (en castellano: Viaje a las Estrellas: Más Allá de la Frontera Final), un documental del History Channel.

### Trabajo para la NASA
Okuda diseñó los logos para varias misiones y programas de la NASA incluyendo la misión STS-125 del transbordador espacial Atlantis para reparar el telescopio espacial Hubble y el desarrollo del vuelo de prueba del Ares I-X. Su trabajo para el Proyecto Constelación incluye los logos para el impulsor Ares, el vehículo de alunizaje Altair y la nave espacial Orion, diseñados para llevar a astronautas a la Estación Espacial Internacional y a la Luna. El logo de la nave espacial Orion fue develado el 26 de agosto de 2006.  Okuda también diseñó un emblema para el equipo de la planeada misión de rescate STS-400, que habría sido lanzada si hubiera existido un problema grave durante la misión STS-125.
Él también creó un sitio web basado en cómo uno podía ayudar a salvar el Proyecto Constelación y prevenir que el Congreso de Estados Unidos de pasara una ley para terminarlo. Aunque desactualizado entrega bastante información acerca de los asuntos que apoyan la continuidad de este proyecto.
Por su trabajo como diseñador para muchas insignias de misiones de la NASA, Okuda recibió la medalla por servicio público excepcional de la NASA. Se le entregó esta medalla en una ceremonia en el Centro Espacial Johnson en Houston, Texas el 9 de julio de 2009.